# Gymnasium Berchtesgaden
Das Gymnasium Berchtesgaden ist das einzige staatliche Gymnasium in Berchtesgaden. Im Jahr 2021 wird an der Schule bei einer acht- bzw. neunjährigen Schullaufbahn zwischen dem Angebot eines sprachlichen und eines naturwissenschaftlich-technologischen Gymnasiums unterschieden.

## Schulprofil
Im Ort bekannt ist das Gymnasium für sein überregionales Engagement bei Projekten im MINT-Bereich, aber auch durch Kooperationen mit dem Bayerischen Rundfunk oder die Teilnahme an der europäischen Jugendinitiative Schule ohne Rassismus – Schule mit Courage. Auch eigene Projekte wie der in Zusammenarbeit mit dem Gymnasium Olching entstandene naturwissenschaftliche Wettbewerb Lord of the MINT und das im sprachlichen Bereich komplementäre Projekt Lord of the Arts, wo sich Schülerinnen und Schüler mit eigenen innovativen Ideen naturwissenschaftlichen bzw. sprachwissenschaftlichen Problematiken stellen und versuchen, diese zu lösen.
Das Gymnasium Berchtesgaden ist Partnerschule des französisch-bretonischen Lycée Saint-Martin in Rennes. Des Weiteren gilt die Schule als Referenzschule für Medienbildung, sie ist Teil des nationalen Excellence-Schulnetzwerks MINTec und kooperiert mit dem Medienkompetenzprojekt TurnOn – Radio in der Schule des Bayerischen Rundfunks.

## Geschichte
Am Hofe des Chorherrenstifts der Fürstpropstei Berchtesgaden gab es im Mittelalter für die Kinder der Ministerialen und angesehenen Bürger Berchtesgadens eine Lateinschule, deren erster namentlich bekannter Lehrer Georgius Agricola von 1546 bis 1556 dort unterrichtete und danach Rektor der Domschule Salzburg wurde. Weitere namentlich bekannte Lehrer waren im Jahr 1652 Dionys Pacher und 1708 Matthias Fink. Wie lange die Lateinschule existierte, ist unklar; da sie jedoch im Zusammenhang mit der ersten Volksschule 1792 nicht erwähnt wurde, gab es sie vermutlich nicht länger als bis gegen Ende des 18. Jahrhunderts. Sie war offenkundig nur „schlecht frequentiert“, so dass sie über 100 Jahre nicht wiederbelebt oder ersetzt wurde.
1921 als Privatschule gegründet und seit 1924 staatlich anerkannt, wurde die Mittelschule ab 1938 als Gemeindliche Oberschule geführt. 1950 wurde sie in Oberrealschule Berchtesgaden und 1958 mit ihrer Verstaatlichung in Realgymnasium umbenannt. 1965 richtete das Gymnasium einen neusprachlichen und ab 1972 einen mathematisch-naturwissenschaftlichen Zweig ein.
Von 1993/94 bis zum Schuljahr 2008/09 beteiligte sich das Gymnasium Berchtesgaden am Schulversuch Europäisches Gymnasium. Derzeit wird an der Schule bei einer achtjährigen Schullaufbahn zwischen dem Angebot eines sprachlichen und eines naturwissenschaftlich-technologischen Gymnasiums unterschieden.
Von 1921 bis 2004 war das Gymnasium in dem Schulgebäude in der Salzburger Straße untergebracht, das Anfang der 1970er Jahre erweitert wurde. Im Sommer 2004 zog es in Sichtweite des Salzbergwerks in einen neuen Gebäudekomplex Am Anzenbachfeld.

## Lord of the MINT
Bei dem Projekt Lord of the MINT handelt es sich um einen naturwissenschaftlichen, schulinternen Wettbewerb, der teilweise in Kooperation mit dem Gymnasium Olching durchgeführt wird. Ausgeführt wird der Wettbewerb in Form einer Castingshow, speziell The Voice of Germany.
Die teilnehmenden Schülerinnen und Schüler tüfteln an ihrer Idee und formen ein grobes Konzept, welches sie vor einer Jury, bestehend aus Lehrkräften, präsentieren müssen. Am Ende eines Pitch können die einzelnen Jurymitglieder das Konzept bewerten, kommentieren und letztlich kundtun, ob sie die Vortragenden durch ihr Know-how als Mentoren weiter unterstützen möchten. Hierbei unterstützt die Schule die Projekte auch finanziell. In verschiedenen Runden werden über die weiteren Fortschritte eines Projekts informiert und letztlich die Sieger gekürt. Hierbei wird auch die Schulgemeinschaft bei der Entscheidungsfindung einbezogen.
Das Spektrum der Arbeiten reichte bei Lord of the MINT vom gebrauten Weißbier über Wachstumsuntersuchungen von Kresse bis hin zu einer „Getränkeeinschenkmaschine“. Siegerprojekte sind zum Beispiel ein Magic Mirror, ein Smarthome-Spiegel mit Raspberry Pi-Steuerung. Die Teilnehmer haben sich Kenntnisse in der CAD-Konstruktion, dem Lasercutter und der Raspberry-Pi-Programmierung.
Einige Projekte, wie eine „Murmel-Musik-Maschine“ von Simon Metzendorf, die durch den Wettbewerb entstanden sind, erfuhren überregionale Aufmerksamkeit durch Erfolge bei anderen Wettbewerben wie Jugend forscht.
Bei den naturwissenschaftlich-technologischen Projekten setzt das Gymnasium auf kooperative Zusammenarbeit mit dem Schülerforschungszentrum Berchtesgadener Land.